# Anello di Cohen-Macaulay
In matematica, in particolare in algebra commutativa, un anello di Cohen-Macaulay è un anello commutativo unitario noetheriano tale che, per ogni ideale massimale {\displaystyle M}, la profondità e la dimensione di Krull della localizzazione {\displaystyle A_{M}} sono uguali. La classe degli anelli di Cohen-Macaulay contiene al suo interno tutti gli anelli regolari e gli anelli di Gorenstein.
Prendono nome da Francis Sowerby Macaulay e Irving Cohen, che dimostrarono il teorema di unmixedness rispettivamente per gli anelli di polinomi (Macaulay, 1916) e gli anelli di serie formali (Cohen, 1946).

## Definizioni equivalenti
Sia {\displaystyle A} un anello commutativo unitario noetheriano. {\displaystyle A} è di Cohen-Macaulay se la sua dimensione di Krull coincide con la sua profondità, ovvero se esiste una successione regolare di lunghezza pari alla dimensione di Krull di {\displaystyle A}. Questo è equivalente a richiedere che la profondità di ogni ideale di {\displaystyle A} coincida con la sua altezza. Omologicamente, questo equivale a richiedere che {\displaystyle \mathrm {Ext} _{A}^{i}(K,A)=0} per {\displaystyle i<\dim(A)}, dove {\displaystyle \mathrm {Ext} } indica il funtore Ext e {\displaystyle K} è il campo residuo di {\displaystyle A}.
Se {\displaystyle A} non è locale, allora {\displaystyle A} è detto di Cohen-Macaulay se {\displaystyle A_{M}} è un anello di Cohen-Macaulay, o equivalentemente se {\displaystyle h(I)=\mathrm {depth} (I)} per ogni ideale {\displaystyle I} di {\displaystyle A}.

## Esempi
Tutti gli anelli noetheriani di dimensione 0 (ovvero gli anelli artiniani) sono di Cohen-Macaulay (in quanto la profondità è un intero compreso tra 0 e la dimensione dell'anello). Già in dimensione 1 esistono anelli che non sono di Cohen-Macaulay: un esempio è l'anello {\displaystyle K[[x,y]]/(x^{2},xy)}, che ha dimensione 1 e profondità 0.
Tutti i domini d'integrità noetheriani di altezza 1 sono di Cohen-Macaulay, così come i domini d'integrità integralmente chiusi di dimensione 2. Anche questi risultati non possono essere estesi in dimensione superiore: esistono infatti domini d'integrità di dimensione 2 e domini integralmente chiusi di dimensione 3 che non sono di Cohen-Macaulay.
Tutti gli anelli regolari sono anelli di Cohen-Macaulay.
Tutti gli anelli di Gorenstein sono anelli di Cohen-Macaulay.

## Proprietà
Ogni localizzazione di un anello di Cohen-Macaulay è ancora di Cohen-Macaulay; tuttavia la proprietà di essere Cohen-Macaulay non è rispettata dal passaggio al quoziente. Se però {\displaystyle A} è di Cohen-Macaulay e {\displaystyle I} è un ideale generato da una successione regolare, allora {\displaystyle A/I} è ancora di Cohen-Macaulay.
Un anello noetheriano {\displaystyle A} è di Cohen-Macaulay se e solo se lo è l'anello dei polinomi {\displaystyle A[X]}, o se lo è l'anello delle serie formali {\displaystyle A[[X]]}.
Inoltre, un anello locale è di Cohen-Macaulay se e solo se lo è il suo completamento {\displaystyle M}-adico.
Un'altra condizione equivalente ad essere un anello di Cohen-Macaulay è dato dal teorema di unmixedness, che afferma che {\displaystyle A} è di Cohen-Macaulay se e solo se, per ogni ideale {\displaystyle I} generato da {\displaystyle h(I)} elementi, tutti i primi associati di {\displaystyle I} hanno la stessa altezza.
Un'importante proprietà degli anelli di Cohen-Macaulay è che, se {\displaystyle P} è un ideale primo di {\displaystyle A}, allora tutte le catene discendenti saturate di ideali primi hanno la stessa cardinalità. In particolare, questo dimostra che se {\displaystyle A} è locale e di Cohen-Macaulay allora {\displaystyle \dim(A_{P})+\dim(A/P)=\dim(A)} per ogni ideale primo {\displaystyle P}, ovvero che {\displaystyle h(P)+\dim(A/P)=\dim(A)} per ogni primo {\displaystyle P}.